# جيمي ماكديرموت
جيمي ماكديرموت (بالإنجليزية: Jimmy McDermott)‏ (25 مايو 1932 في المملكة المتحدة - 29 أغسطس 2006 في المملكة المتحدة) هو لاعب كرة قدم بريطاني في مركز الوسط. لعب مع نادي ساوثبورت وويغان أتلتيك.